# Il libro dell'arte
Il libro dell'arte (El llibre de l'art) és un llibre escrit pel pintor italià Cennino Cennini entre el 1390 i el 1437 en llengua vulgar (barrejant els dialectes toscà i venecià). Es considera el tractat més important de pintura italiana i un dels principals per a la pintura europea. L'obra té un pes específic molt important en el món de l'art, ja que és el primer manual dedicat específicament a la pintura i escrit per un pintor. Es tracta d'un receptari tècnic per a la pràctica de la pintura, però també inclou consells generals sobre el tipus de vida que un pintor ha de dur.

## Contingut de l'obra

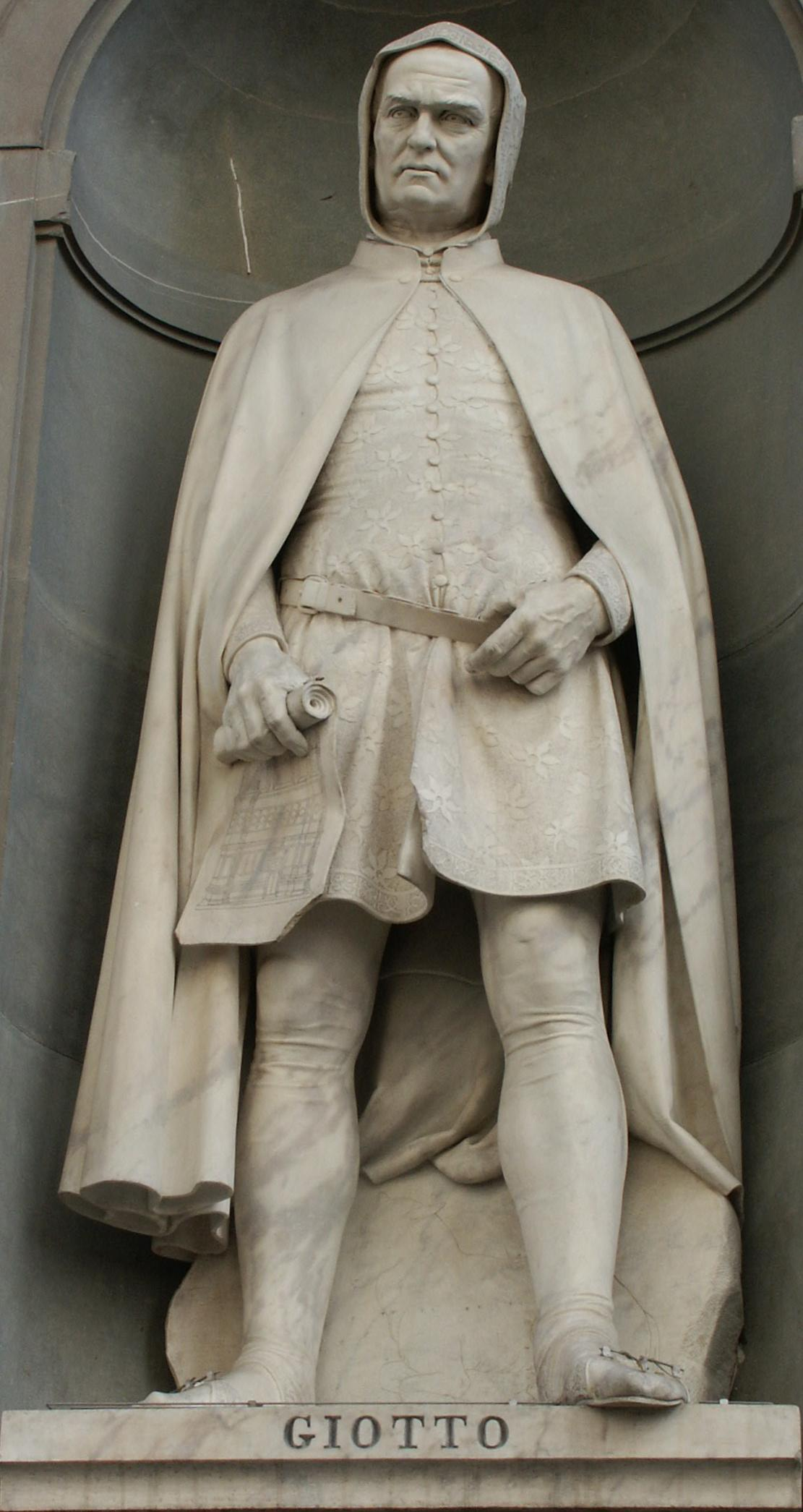
Estàtua del pintor i arquitecte italià Giotto di Bondone (1267-1337), situada a la part exterior de la Galeria dels Uffizi, a Florència. Cennino Cennini es nodreix del seu saber.

Aquest tractat beu, en part, d'antigues idees medievals (recordem que Agnolo di Gaddi fou el mestre de Cennino Cennini i que els coneixements de Giotto van arribar a Cennini) però és important ressaltar que aporta informacions que el desmarquen del típic manual medieval. L'autor es nodreix de les idees de Francesco Petrarca i de Giovanni Boccaccio. Ambdós consideraven que la poesía és "invenció" i "bellesa", i basant-se en aquesta premissa, Cennini col·loca a la pintura per sota d'aquest art. Il libro dell'arte conté, també, breus dades de caràcter autobiogràfic. Cennino Cennini, pintor toscà, va formar part del taller dels Gaddi (fidels seguidors de Giotto) i allà, durant els dotze anys de la seva estança a Florència, va adquirir tots els coneixements necessaris per poder crear, després, aquesta obra.

### La teoria sobre la imitació de la naturalesa
Per a Cennini, la manera tradicional de formar als artistes era a través del procés d'imitació de les obres d'altres artistes i l'assimilació del seu estil. La imitació de la naturalesa és la base de les arts visuals i un mitjà per desenvolupar el bon estil. "La representació de la naturalesa a l'arte no era una meta sinó només un mitjà". L'actitud de l'artista davant la natura és una qüestió important.

### Importància del dibuix i influència de Giotto di Bondone
També introdueix la idea que els fonaments de l'art es troben al dibuix. Amb ell, el dibuix agafa autonomia i valor per si mateix, i d'aquesta manera va un pas més enllà, superant el disseny romà d'Orient, la manera grega o la romànica. No es limita a crear una sèrie de perfils o contorns per emmarcar les figures sinó que aposta per modelar-les amb llums i ombres, i així aconseguir volums. Els efectes plàstics de l'obra pictòrica s'adquireixen, doncs, gràcies a la llum i a l'ombra. Teòrics posteriors es nodreixen d'aquesta premissa.
L'artista s'ha de formar, primer, en el dibuix, i després en el color. " He trobat també, per dibuixar, certa pedra negra que ve del Piemont i que és una pedra tova. S'hi pot fer punta amb un ganivet, ja que és tendra. I és ben negra. I pots fer-la tan perfecta com el carbonet. I dibuixa com vols."
Admirava Giotto di Bondone i va visitar els llocs que el pintor i arquitecte del Trecento va immortalitzar amb la seva pintura, com la Cappella degli Scrovegni all´Arena.

### Consells per tenir una vida ordenada
El pintor toscà no només instrueix als pintors en les tècniques del seu art, sinó que també els aconsella sobre l'activitat apropiada que han d'adoptar al seu treball i sobre l'estil de vida que els pot conduir a l'èxit. Per arribar a l'excel·lència de classe, s'han d'aplicar els bons costums:
"La teva vida ha de ser sempre ordenada com si haguessis de estudiar teologia o filosofia o altres ciències; és a dir: menjar i beure moderadament, al menys dues vegades per dia, prenent menjars lleugers i de valor nutritiu, i petites quantitats de vi."

### L'art com a ciència
Insinua els principis del naturalisme humanista i barreja formes operatives medievals i receptaris escolàstics. Cennini considera l'art com una ciència, idea clarament renaixentista. Estableix una jerarquia on la pintura ocuparia el segon lloc, per sota de la poesia, qüestionant així les idees de l'Església que definien la pintura i l'escultura com una activitat purament artesana. Malgrat aquestes idees, Cennini continua formant part d'un cert conservadorisme i critica les avantguardes revolucionàries del nou home del Renaixement, amb Filippo Brunelleschi com a màxim exponent. El receptari justifica la idea que, com més senzills siguin els materials utilitzats per la creació de l'obra pictòrica, més mèrit tindrà.

### Representació de la figura humana
Cennino Cennini, recomana les antigues proporcions, en les quals el cos de l'home fa vuit caps. Això és, dona importància a les fonts i premises del món clàssic.

### Síntesi del contingut dels capítols
Divideix l'obra en 189 capítols.
El primer reflecteix la idea medievalista de com neix el món, a través de Déu:
"Al principi, quan Déu Omnipotent va crear el cel i la terra, després dels animals i dels elements, va crear a l'home i la dona a la seva pròpia imatge, dotant-los de totes les virtuts ..."
Els temes que tracta al llarg de l'obra són, entre d'altres:
- L'art de pintar: Per a Cennini alguns pinten " per gentilesa d'ànima i altres per lucre ".[11] Recomana, també, allunyar-se el més tard possible del mestre mentor per absorbir al màxim els seus coneixements.

- El dibuix: Aposta per començar a dibuixar sobre una petita fusta i reproduir, primer, coses senzilles per després endinsar-se en coses més complexes com el dibuix amb la ploma o en pergamí.[12]

- Els colors: Presenta els set colors naturals: Negre, vermell, groc, verd, blanc, blau "d´Alemanya" i Giallorino (groc de Nàpols). Explica, també, la naturalesa d'aquests colors.[13]

- Els pinzells: Explica com fabricar-los. Parla de dos tipus de pinzells, els que ell anomena: "pinzells de gris", això és, fets amb cua d'esquirol i "pinzells de cerda de puerco".[14]

- La pintura al fresc: La defineix com la més dolça i agraïda de les pintures. Cita els ingredients que cal emprar i posa l'accent al fet d'utilitzar molta aigua.[15]

- El treball en vidriera: Tot i que reconeix que és un art poc practicat per pintors, explica com realitzar la feina. Necessitarem les mides de la vidriera, després farem un primer dibuix amb carbó i posteriorment a tinta. Serà el mestre vidrier qui ens dirà quins colors vol fer servir.[16]

El títol d'aquest tractat mereix una consideració especial: "En el título de la obra de Cennini, igual que en el lenguaje de la época y del Renacimiento, arte era psinónimo de técnica". Això és, la tècnica com a conjunt de regles, normes o protocols que s'apliquen per obtenir un resultat determinat.
Il libro dell´arte ens ensenya com els tallers eren, en gran part, els encarregats de transmetre al llarg de diferents generacions el coneixement artístic: "La capacidad que poseía el sistema de talleres para conservar y transmitir de generación en generación todo aquello que se consideraba como una expresión artística valiosa, queda claramente expuesto en el prefacio de "Il libro dell´arte" de Cennino Cennini."

## Influències
"Los textos respectivos de Cennino Cennini (...) son muy amplios y jugosos como compendio general de tecnología de taller". Així és, molts foren els que van beure d'aquesta font. Tot i així, abans i després de Cennino Cennini existeixen grans teoritzadors de les diferents disciplines artístiques.
Theophilus Presbyter, monjo benedictí del XI escriu una compilació de diverses arts medievals: Schedula Diversarum Artium. L'obra presenta una idea detallada de les tècniques d'arts aplicades que es feien servir a l'alta edat mitjana.
Sembla clara la influència, directa, que Il libro dell´arte va tenir en Guido di Pietro (Fra Angelico), el beat i pintor del Primer Renaixement Italià. "El tratado pudo llegar a sus manos, no como libro, sino como recetario de fórmulas sueltas con sus diversos procedimientos. La dependencia directa de Guido di Pietro con respecto a Cennini solamente la podemos deducir a través de su pintura. Analizando sus frescos y sus tablas pueden observarse los principios enunciados en el tratado. "
Un altre tractat medieval de gran importància fou el manuscrit d'Alcherius, ''De coloribus Difersis'', el 1398. Ara bé, foren les idees de Cennino Cennini, les que es van estendre per tota l'Europa Meridional, arribant fins i tot a Sevilla de la mà d'artistes Italians i Francesos que anaven a Espanya.
Durant un temps, Il libro dell´arte va caure en l'oblit, i fou la cultura del xviii qui va rescatar l'obra d'aquest forat. En descobrir que existeixen llaços amb l'estètica de Dante Alighieri i de Giotto di Bondone, ja no fou considerada un receptari medieval més, sinó una font important de coneixements artístics.
Un dels textos preferits d'Edward Wadsworth, pintor anglès del XIX, era el tractat de Cennino Cennini que llegia constantment. El pintor toscà va escriure el receptari amb la idea que servis de referència per als que desitgessin seguir la professió de pintor. Conté entre moltes altres coses, informació detallada sobre la tècnica del tremp. Edward Wadsworth, artista apassionat per la tècnica i per la perfecció artesana, va canviar la seva pintura a l'oli pel tremp cap a la meitat de la seva carrera artística, i no va trobar una guia que li orientés més encertadament en el seu nou rumb que la de Cennino Cennini. "
Dos grans historiadors de l'art del XIX també, Lionello Venturi i Julius von Schlosser citen l'obra del pintor toscà i defensen que, Il libro dell´arte, és un receptari completament diferent als ja existents a l'època. Defensen, també, que Cennino Cennini permet recrear les fantasies amb els seus coneixements tècnics.

## Importància historiogràfica
Aquest llibre es troba entre la literatura tècnica medieval i els tractats teòrics d'art. Dante Alighieri, Francesco Petrarca,i Giovanni Boccaccio van precedir Cennino Cennini. Van ser els innovadors d'un corrent que arriba al seu moment àlgid al Quattrocento. Les seves obres literàries, fresques i plenes de sensibilitat, donaven una nova visió del món. Posaven l'accent a la imaginació i a la llibertat. Sentien, també, gran admiració per Giotto di Bondone. Giovanni Boccaccio va relacionar explícitament les arts visuals amb la imitació de la naturalesa. Va arribar a dir de Giotto que la seva obra, nascuda de la imitació, era tan perfecta, que es feia difícil distingir entre allò real i la seva pintura.
Francesco Petrarca, per a molts el fundador de l'humanisme, definia la pintura com un veritable plaer superficial i fins i tot va arribar a dedicar un sonet al pintor Simone Martini, pintor del Trecento Italià fortament admirat per ell.
Il libro dell'arte és l'últim tractat pertanyent a l'època medieval, ja gairebé a la frontera amb el de Leon Battista Alberti, clarament renaixentista. En tots dos podem trobar les bases del que posteriorment serà el contingut bàsic de tot tractat d'art. Malgrat tot, és important marcar les diferències entre el manual del pintor toscà i el de l'arquitecte renaixentista. Ambdós artistes tenien una idea diferent sobre el procés d'imitació. Leon Battista Alberti posava l'accent a la capacitat intel·lectual desenvolupada a través de la comprensió dels elements i les regles. "Él complicó los tratados con las analogías de la retórica clásica y de su mano llegaron la erudición y las anécdotas sabias." "De re aedificatoria" i els seus tres llibres inèdits "Della Pittura" ens endinsen en les seves idees artístiques de vital importància per entendre, també, el Renaixement.
És important remarcar que molts contemporanis a Cennino Cennini, van teoritzar sobre les arts plàstiques. Piero della Francesca escriu ''De prospectiva pingendi'' i Pomponio Gaurico destaca per la seva ''De sculptura''. També hem de posar l'accent a figures com Domenico Ghirlandaio, Tomamaso di ser Giovanni di Mone Cassai, més conegut com a Masaccio, Jacopo Bellini o Vincenzo Foppa.

## Edicions i traduccions
Existeixen tres manuscrits de l'obra. S'especula que l'original, escrit per Cennino Cennini, s'ha perdut. Malgrat aquesta perdua, dos deixebles del pintor toscà van copiar aquest original creant el primer dels manuscrits, el Riccardiano. El segon, el Laurenziano, fou citat per Giorgio Vasari a la seva obra magna Le Vite. El tercer i últim, l'anomenat Ottoboniano, es troba a la Biblioteca Vaticana.
No sabem la data exacta en què el tractat es comença a escriure, però si sabem, que l'any 1437, ja estava enllestit. "La fecha de composición de El libro del arte de Cennino Cennini coincide precisamente con el momento en que Guido di Pietro (Fra Angelico) está (...) a punto de emprender toda la decoración muralista de San Marcos (1437)." Un altre fet que ens presenta l'any 1437 com la data d'acabament de l'obra, és que al final del manuscrit Laurenziano podem llegir, textualment: " Finito libro referamus gratia 1437. A di 31 luglio ex stincarum."
El receptari fou imprès per primera vegada a principis del segle xix, concretament l'any 1821, en el seu idioma original, l'italià:
- Di Cennino Cennini Trattato della pittura messo in luce la prima volta con annotazioni del cavaliere Giuseppe Tambroni. Roma: Salvinucci,1821.

Poc després vindran les traduccions a altres llengües:
- Anglès: A Treatise of painting written by Cennino Cennini, translated by Mrs. M.P. Merrifield. London: Edward Lumley,1844.
- Francès: Traité de la peinture de Cennino Cennini, mis en lumière pour la première fois avec des notes par le chevalier G. Tambroni, traduit par Victor Mottez. Paris: Renouard, 1858.
- Alemany: Das Buch von der Kunst oder Tractat der Malerei des Cennino Cennini da Colle di Valdelsa, Uebersetzt, mit Einleitung, Noten und Register versehen von Albert Ilg. Wien: Braumüller, 1888.[29]